# Game design document
Pour les articles homonymes, voir GDD.

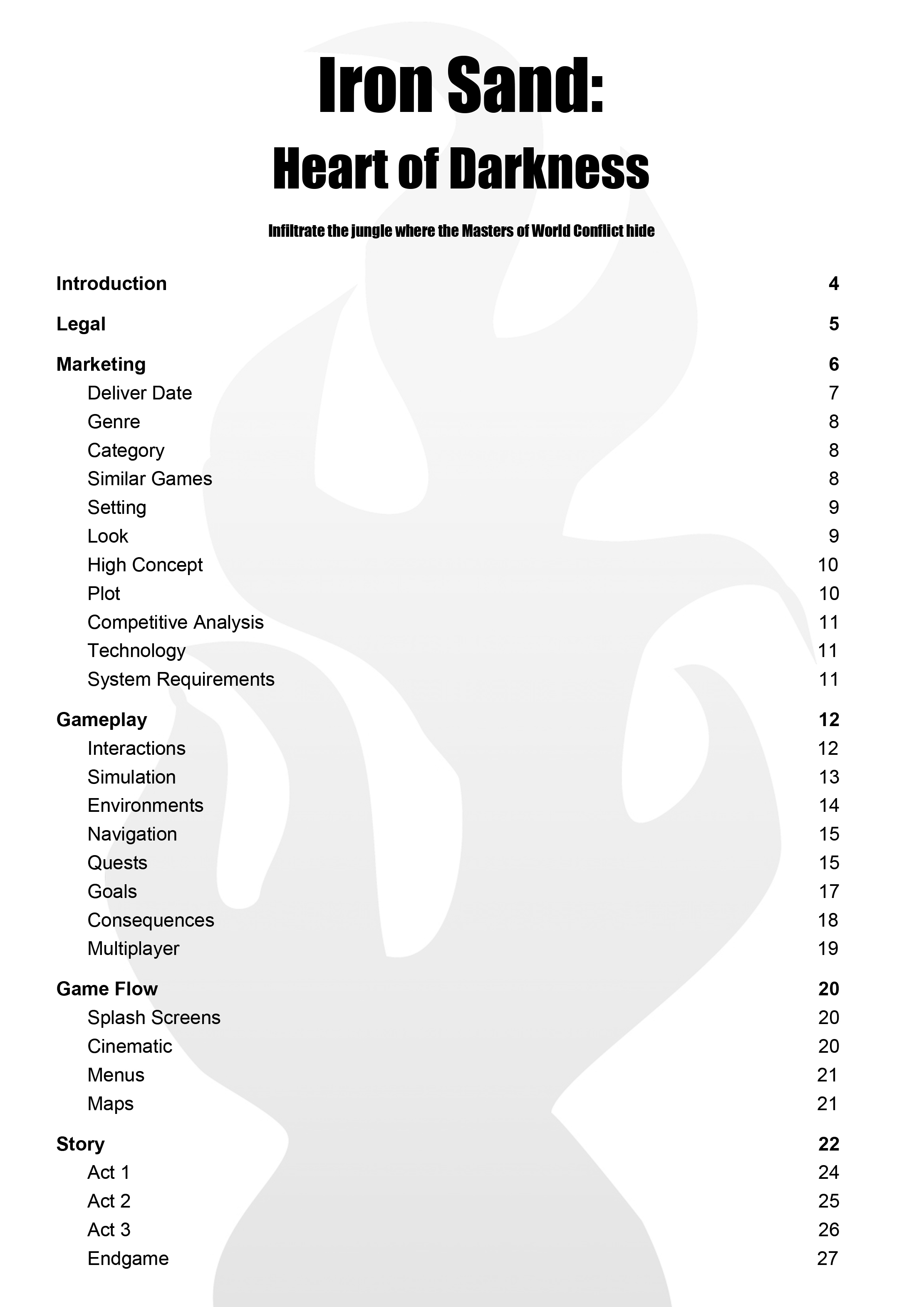
Le GDD du jeu Iron Sand : Heart of Darkness

Un game design document (que l'on peut traduire en « cahier des charges du jeu »), souvent abrégé en GDD, est une notice qui, lors de la phase de conception d'un jeu vidéo, présente en détail tous les éléments devant faire partie de ce jeu : gameplay (action), univers, règles, effets audio, vidéo, modélisation, aspect graphique, programmation, storyboard, etc.

## Description

### Cycle de vie
Un game design document peut être constitué de textes, d'images, de diagrammes, de concepts artistiques ou de tout autre média qui permettent d'illustrer les décisions de design du jeu.[réf. nécessaire]
Bien que considéré comme une exigence par plusieurs entreprises, le GDD n'est pas normalisé dans l'industrie vidéoludique. Par exemple, des développeurs peuvent choisir de rédiger et de conserver le document avec un logiciel de traitement de texte, ou bien de le partager par l’intermédiaire d'un groupware.[réf. nécessaire]

### Structure
Un jeu vidéo regroupe, en règle générale, les éléments suivants :
- Histoire[réf. nécessaire]
- Personnages[réf. nécessaire]
- Gameplay[réf. nécessaire]
- Art[réf. nécessaire]
- Sons et musique[réf. nécessaire]
- Interface utilisateur[réf. nécessaire]
- Contrôles du jeu[réf. nécessaire]